# 陳劍琴
陳劍琴（1987年—），泛民主派人士，前香港荃灣區議會祈德尊選區議員，是該屆唯一的女性荃灣區議員。

## 參與社區工作
陳劍琴畢業自香港浸會大學社會工作系碩士，為一名註冊社工。其在大學畢業後，曾於制服團隊工作，並獲分配處理團隊於新界西的工作，服務對象包括荃灣的教會及學校。其關注性別平等議題，曾任平等機會婦女聯席幹事。
在反對修訂逃犯條例運動期間，陳劍琴以社工身分，親身到衝突現場的前線，接觸參與反修例運動的示威者。在接觸反修例運動的示威者過程中，陳劍琴決定通過參選，以進入議會作為抗爭方式。

## 參選2019年區議會選舉
陳劍琴獲民主派區選聯盟推薦參選2019年11月24日舉行的區議會選舉，參選地區為祈德尊。對手是時任民建聯議員古揚邦。陳劍琴於2019年10月12日提交提名，報稱註冊社工，其後獲編為1號候選人。最終，最終陳獲得2,797票，以67票之差險勝古所獲得的2,730票當選，結束了民建聯候選人連續20年的當選狀況。
| 政党   | 政党           | 候选人    | 票数  | %     | ±      |
| ------ | -------------- | --------- | ----- | ----- | ------ |
|        | 民主派區選聯盟 | ①. 陳劍琴 | 2,797 | 50.61 | 不適用 |
|        | 民建聯         | ②. 古揚邦 | 2,730 | 49.39 |        |
| 多数票 | 多数票         | 多数票    | 67    | 1.21  | 不適用 |

#### 區議會參選對手提出選舉呈請
古揚邦落選後，於2020年1月24日向高等法院提出選舉呈請，要求法院裁定陳劍琴的當選無效。其入稟的理據為陳或其代理人於選舉期間，曾以宣傳品向選民發放不實的消息並抹黑其挪用公帑。到2021年2月11日，高等法院法官周家明駁回呈請，裁定陳劍琴妥為當選，下令古揚邦需支付全部訟費。判辭認為古揚邦無法證明陳劍琴之參選單張上的任何一句字眼宣稱是失實和誤導，如「超過1800萬元撥款幾乎由保皇黨派地區社團包攬，舉辦蛇齋餅糭活動」的宣稱並非直指民建聯。而「讓懶惰不堪、失職失責的人離開議席」只反映個人意見，沒有任何失實及誤導，並非針對古揚邦一人。

## 從政生涯

#### 關注香港理工大學衝突
2019年11月25日，陳劍琴以當選區議員身分，聯同民主派代表范國威、鄺俊宇、黃國桐及鄭達鴻 ，經登記後進入香港理工大學校園。陳等人在進入校園後，嘗試找出留守人士，並希望能為有關人士提供協助。

#### 跟進荃灣海濱惡臭問題
陳劍琴於正式上任前，聯同另外四名候任荃灣區議員（岑敖暉、易承聰、劉肇軒及謝旻澤），去信渠務署要求有關政府部門跟進荃灣海濱惡臭問題。

#### 關注香港警察過度使用武力
2019年12月6日，陳劍琴聯同另外390名民主派立法會及區議員聯署，要求獨立審議香港警察加薪的議題，以免影響公務員加薪的審議。聯署者要求凍結警隊加薪，以示對警察過度使用武力的狀況表達不滿。
陳劍琴於2020年1月22日，在荃灣區議會會議期間，向時任香港警務署處處長鄧炳強，展示三張照片，包括：警員於施放胡椒噴霧及發射子彈後面露笑容的照片。陳要求鄧正視警暴問題，鄧未有正面回應陳的質詢。

## 涉嫌國家安全罪行
2024年5月28日，香港警務處國家安全處展開拘捕行動，在全港各地與大欖女懲教所拘捕5名女子與1名男子，指控其在社交平台專頁利用「某個將至的敏感日子」發佈具煽動意圖的帖文，涉嫌違反《維護國家安全條例》下的「煽動意圖的相關罪行」，是該條例生效後首宗執法行動；隨後保安局局長鄧炳強於見傳媒時，確認被捕人士包含陳劍琴與還押中的鄒幸彤等人，案件涉及Facebook上的「小彤群抽會」粉絲專頁。